# Солунска болница за паразитни болести
Солунската болница за паразитни болести, известна и само като Инфекциозна болница, (на гръцки: Νοσοκομείο Ειδικών Παθήσεων Θεσσαλονίκης, Λοιμωδών) е държавна болница в македонския град Солун, Гърция, разположена на улица „Григориос Ламбракис“ № 13.
Неокласическата сграда, в която днес се помещава Солунската инфекциозна болница, е построена от видния италиански архитект Пиеро Аригони в 1894 година на тогавашната улица „Болнична“ (днес „Григориос Ламбракис“) като Италианска многопрофилна болница „Василиса Маргарита“. През следващите години са направени някои промени по сградата от архитекта Виталиано Позели. В 1945 година сградата е конфискувана и в нея започва работа Солунската инфекциозна болница, местейки се за трети път от основаването си в 1912 година. От 1957 година болницата плаща наем на Италия, който взлиза на 75 евро в номинална стойност.
Днес сградите на болницата са с площ около 2500 кв. м., а самият парцел достига 14 000 кв. м. Основната сграда е на два етажа и разполага с две странични крила. Зад основната сграда има още една двуетажна сграда, в която наред с други звена се помещава лабораторията по микробиология. Болницата има и крило за туберкулозни заболявания от 1962 година.
В 1984 година с указ сградата на болницата е обявена за паметник на културата.